# پدرم عجیبه
پدرم عجیبه یا پدر عجیب من (به انگلیسی: My Father Is Strange) (به کره‌ای: 아버지가 이상해) یک مجموعهٔ تلویزیونی محصول کشور کره جنوبی و شبکه کی‌بی‌اس۲ است که در سال ۲۰۱۷ و در ۵۲ قسمت پخش شد. کیم هائه سوک، جونگ سو مین و ریو هوا-یانگ در این سریال به ایفای نقش پرداختند. کیم چانمی خواننده کره‌ای نیز در این سریال ایفای نقش کرده است.

## بازیگران
- کیم یئونگ-چئول در نقش بیون هان سو / لی یون سئوک (پدر خانواده)
- کیم هائه سوک در نقش نا یانگ شیل (مادر خانواده)
- لی جوون در نقش آن جونگ هی
- مین جین-وونگ در نقش بیون جون یونگ / لی جون یونگ
- لی یو-ری در نقش بیون هیه یونگ / لی هیه یونگ
- جونگ سو مین در نقش بیون می یونگ / لی می یونگ
- ریو هوا-یانگ در نقش بیون را یونگ / لی را یونگ
- ریو سو-یونگ در نقش چا جونگ هوان
- آن هیو-سوپ در نقش پارک چول سو
- کانگ دا-بین در نقش جیم سونگ جون